# باشگاه ورزشی بارسلونا
باشگاه ورزشی بارسلونا یک باشگاه ورزشی در گوایاکیل، اکوادور است.
بارسلونا گوایاکیل موفقترین تیم فوتبال در اکوادور است که تاکنون ۱۵ بار قهرمان سری آ این کشور شده‌است و اخیراً نیز در سال ۲۰۱۶ موفق به کسب ششمین عنوان قهرمانی شده‌است. این تیم اولین باشگاه اکوادوری است که به فینال جام لیبرتادورس رسیده‌است.